# Maxomys bartelsii
Maxomys bartelsii és una espècie de mamífer rosegador de la família dels múrids. És endèmic de l'illa de Java (Indonèsia), on viu a altituds d'aproximadament 1.830 msnm. El seu hàbitat natural són els boscos montans tropicals. És una espècie en risc mínim, és a dir, no sembla que hi hagi cap amenaça significativa per a la seva supervivència. L'espècie fou anomenada en honor del naturalista i propietari de plantacions neerlandès Max Eduard Gottlieb Bartels.